# エヴァンジェリン郡 (ルイジアナ州)
エヴァンジェリン郡（Evangeline Parish）は、アメリカ合衆国ルイジアナ州の郡。人口は3万2350人（2020年）。郡庁はヴィルプラットに置かれている。郡の名称は、ヘンリー・ワズワース・ロングフェローの物語詩、『エヴァンジェリン』で詠われたアカディア人、エヴァンジェリンの名にちなむ。ランディ・ニューマンの歌 "Louisiana 1927" でも歌われた。

## 歴史
1911年にセントランドリー郡から分割。このエリアにはもともとフランス、ドイツ、スペインからの住民とスコッツ=アイリッシュが入植していた。大多数はツールーズ砦の元兵士であるフランス人で、彼らはもともとクレオールと呼ばれていた。クレオールらは、さまざまな民族集団の混合から文化を発展させた。多少のアカディア人は居住しているが、よく地域外からはすべてのフランス語を話す白人を「ケイジャン」と間違えられる。

## 地理
総面積は1,760 km² (680 mi²)で、水部分は全体の2.26%で40 km² (15 mi²)である。

### 主なハイウェイ
- 合衆国 ハイウェイ 167
- ルイジアナ ハイウェイ 10
- ルイジアナ ハイウェイ 13
- ルイジアナ ハイウェイ 29

### 近接する郡
- ラピッズ郡 (北)
- アボイルズ郡 (北東)
- セントランドリー郡 (東)
- アカディア郡 (南)
- アレン郡 (西)

## 人口動勢
以下は2000年の国勢調査における人口統計データである。
基礎データ
- 人口: 35,434人
- 世帯数: 12,736世帯
- 家族数: 9,157家族
- 人口密度: 21/km² (53/mi²)
- 住居数: 14,258軒
- 住居密度: 8/km² (22/mi²)

人種別人口構成
- 白人: 70.42%
- アフリカン・アメリカン: 28.57%
- ネイティブ・アメリカン: 0.23%
- アジア人: 0.14%
- 太平洋諸島系: 0.01%
- その他の人種: 0.18%
- 混血(2人種間以上の): 0.46%
- ヒスパニック・ラテン系: 1.04%

25.71%がフランス語またはケイジャン・フレンチを話す。 
世帯と家族（対世帯数）
- 全世帯数: 12,736
- 18歳未満の子供がいる: 38.00%
- 結婚・同居している夫婦: 52.30%
- 未婚・離婚・死別女性が世帯主: 15.50%
- 非家族世帯: 28.10%
- 単身世帯: 25.80%
- 65歳以上の老人1人暮らし: 11.90%
- 平均構成人数
  - 世帯: 2.64人
  - 家族: 3.19人

年齢別人口構成
- 18歳未満: 29.60%
- 18-24歳: 9.60%
- 25-44歳: 27.60%
- 45-64歳: 20.40%
- 65歳以上: 12.80%
- 年齢の中央値: 34歳
- 性比（女性100人あたり男性の人口）
  - 総人口: 99.40人
  - 18歳以上: 98.10人

収入と家計
- 収入の中央値
  - 世帯: $20,532米ドル
  - 家族: $27,243米ドル
  - 性別
    - 男性: $30,386米ドル
    - 女性: $16,793米ドル
- 人口1人あたり収入:$11,432
- 貧困線以下
  - 対人口: 27.20%
  - 対家族: 32.20%
  - 18歳未満: 39.10%
  - 65歳以上: 31.00%